# Avicopter AC313
El Avicopter AC313 es un helicóptero civil utilitario de tamaño grande desarrollado por AVIC. Se trata de un desarrollo del basado en el helicóptero Harbin Z-8.

## Diseño y desarrollo
El AC313 es una actualización del helicóptero Harbin Z-8, el cual a su vez es un desarrollo del helicóptero Aérospatiale Super Frelon. El prototipo realizó su primer vuelo en Jingdezhen, Jiangxi el 18 de marzo de 2010. Está concebido para poder transportar hasta 27 pasajeros, con una autonomía cercana a los 900 kilómetros, y un peso máximo al despegue de 13,8 toneladas.

### Aeronaves similares
- AgustaWestland AW101
- Eurocopter EC225
- Sikorsky S-92
- Mil Mi-38